# Flanders' Ladder
"Flanders' Ladder" (La escalera de Flanders en España e Hispanoamérica) es el vigésimo primer y último episodio de la vigesimonovena temporada de la serie televisiva animada Los Simpson, y el episodio 639 de la serie en general. Se emitió en los Estados Unidos en Fox el 20 de mayo de 2018 y su estreno en Hispanoamérica fue el 26 de agosto de ese mismo año.
El episodio fue dedicado en memoria del autor Tom Wolfe que había invitado a protagonizar el programa en el episodio "Moe'N'A Lisa". Murió de una infección el 14 de mayo de 2018.

## Argumento
En una noche de tormenta, Bart intenta convencer a Lisa para que jueguen The Scary Maze Game y después de que esta se asusta con el juego, cae sobre la ropa sucia de Bart por lo que este le empieza a tomar fotos de ella rodeada de su ropa sucia en Internet. Por la noche, la casa de la familia es alcanzada por un rayo, cortándole el servicio de Internet. 
Para pasar el tiempo, la familia desentierra su viejo reproductor VHS donde ven varios videos, pero cuando el dispositivo se estropea, Homer y Bart van a la casa de Ned Flanders para robar su router. En su intento de permanecer firme en la escalera, a Bart le llega un rayo, dejándolo en estado de coma. Debido al diagnóstico dado por el Dr. Hibbert, Lisa aprovecha la condición de Bart para vengarse de él, provocándole pesadillas mientras está inconsciente.
Mientras permenecía en ese estado, aparentemente se despierta en su cama cuando el fantasma de Maude Flanders llega, asustándolo. De vuelta al hospital, Lisa ve a Milhouse por lo que le provoca otra pesadilla con base en su amigo. En el trance, Bart se encuentra en su casa del árbol donde coloca cruces para ahuyentar el fantasma de Maude pero, como no lo logra, usa los calcetines de Homer para espantarla. En lo que aparece Milhouse, este le sugiere ir a su psiquiatra particular el Dr. Samuel Elkins. Ya en el consultorio, Bart se entera de que el psiquiatra también era un fantasma que se había suicidado minutos antes de que Bart llegara. Al notar que Bart podía contactarse con los fallecidos, Elikns le sugiere que este podía ayudar a las almas para que puedan descansar en paz por lo que Bart accede. Tras esto, Bart empieza a hacer diversos trabajos para vengar la muerte de sus "clientes", entre estos, algunos de los personajes que ya habían fallecido en la serie. Al mismo tiempo en su estado, Lisa sigue atormentándolo con pesadillas pero nota que comprendió mal las indicaciones del Dr. Hibbert y ve que Bart continuaba en coma. A eso, se le añade que accidentalmente Homer le causa pesadillas a su hijo. 
Enseguida, Bart recibe la visita de Maude, quien sorpresivamente le dice que quiere vengarse de la persona causante de su muerte, que en ese caso era Homer por lo que, se prepara un plan para matar a Homer. Cuando este salió de la Taberna de Moe, es tentado con un anunció que resulta ser una trampa para ser asesinado con cañones de camisetas las cuales eran usadas por Nelson, Jimbo, Kearney y Dolph. 
Después de esto, Bart se siente tranquilo por haber solucionado el problemas de los fantasmas pero se le aparece el de su propio padre. Se muestra que los amigos de parranda de Homer murieron bebiendo laca que accidentalmente les preparó Moe. Como no quería resolver ningún problema en la tierra, Homer decide continuar con el camino hacia la otra vida. Sintiendo culpa, Bart usa el cañón de camisetas para dispararle a la luz celestial, y al destruirla, el alma de Homer cae sobre su cuerpo y vuelve a la vida pero este se molesta con Bart por haberlo salvado. En el hospital, aparentemente Bart había muerto pero despertó del coma para ver a su hermana a su lado, quien le explica lo sucedido. 
Debido a su recuperación, su familia celebra con un agasajo en el hospital. A eso, Lisa le pregunta cosas que sucedieron en sus sueños. 
Poco después, Lisa se lamenta, Bart se despierta y le dice a Lisa que ha descubierto cómo morirán todos:
- Waylon Smithers muere a los 50 años suicidándose al lanzarse a las chimeneas de las torres de enfriamiento de Power Plant después de que se entera de que el Sr. Burns se casara con una mujer que resultó ser Angelina Jolie.
- Homer muere a los 59 años siendo acribillado por la policía después de salir de un banco de comida con un sándwich donde pensaron que lo estaba robando.
- Clancy Wiggum muere a los 62 años después de comerse el sándwich y atragantarse con el mismo.
- Marge muere a los 84 años pacíficamente junto a Ned, quien agrega una foto de ella en la pared con sus muchas otras esposas muertas incluyendo a Edna Krabappel.
- Bart hace estallar fuegos artificiales en dirección de Seymour Skinner, diciendo "Skinner apesta." Skinner muere a los 119 años por un infarto causado por la imagen de los fuegos, pero su silla de ruedas pasa por encima de Bart con su cuerpo, matándolo a los 80.
- Lisa muere a los 98 años, dándose cuenta de que la meditación en toda su vida ha sido una pérdida de tiempo.
- Ralph Wiggum Muere a los 120 años como un rey malvado que fue envenenado por su descendiente, que se parece a él.
- Maggie se convierte en una constelación y nunca muere.